# Società Sportiva Lazio 1953-1954
Questa voce raccoglie le informazioni riguardanti la Società Sportiva Lazio nelle competizioni ufficiali della stagione 1953-1954.

## Stagione
La Lazio nel campionato di Serie A 1953-1954 si classificò all'undicesimo posto con 29 punti.

## Organigramma societario
Area direttiva
- Presidente: (ad interim) Costantino Tessarolo

Area tecnica
- Allenatore: Mario Sperone, da marzo Federico Allasio

## Rosa
| N. |                     | Ruolo | Calciatore            |
| -- | ------------------- | ----- | --------------------- |
|    | Italia (bandiera)   | P     | Aldo De Fazio         |
|    | Italia (bandiera)   | P     | Lucidio Sentimenti IV |
|    | Italia (bandiera)   | D     | Francesco Antonazzi   |
|    | Italia (bandiera)   | D     | Giovanni Di Veroli    |
|    | Italia (bandiera)   | D     | Zeffiro Furiassi      |
|    | Italia (bandiera)   | D     | Stefano Malacarne     |
|    | Italia (bandiera)   | D     | Rodolfo Panizza       |
|    | Italia (bandiera)   | D     | Primo Sentimenti V    |
|    | Italia (bandiera)   | D     | Renato Spurio         |
|    | Italia (bandiera)   | C     | Romolo Alzani         |
|    | Italia (bandiera)   | C     | Vittorio Bergamo      |
|    | Norvegia (bandiera) | C     | Per Bredesen          |
|    | Italia (bandiera)   | C     | Franco Carradori      |
|    | Italia (bandiera)   | C     | Enrique Flamini ()    |
|    | Italia (bandiera)   | C     | Luigi Fuin            |

| N. |                   | Ruolo | Calciatore         |
| -- | ----------------- | ----- | ------------------ |
|    | Svezia (bandiera) | C     | Sigvard Löfgren    |
|    | Italia (bandiera) | C     | Serafino Montanari |
|    | Italia (bandiera) | C     | Antonio Palestini  |
|    | Italia (bandiera) | C     | Renato Palombini   |
|    | Italia (bandiera) | A     | Mario Aizpuru      |
|    | Italia (bandiera) | A     | Lelio Antoniotti   |
|    | Italia (bandiera) | A     | Paolo Bettolini    |
|    | Italia (bandiera) | A     | Renzo Burini       |
|    | Italia (bandiera) | A     | Emilio Caprile     |
|    | Italia (bandiera) | A     | Alberto Fontanesi  |
|    | Italia (bandiera) | A     | Roberto Gardelli   |
|    | Italia (bandiera) | A     | Armando Macci      |
|    | Italia (bandiera) | A     | Mario Pistacchi    |
|    | Italia (bandiera) | A     | Aldo Puccinelli    |
|    | Italia (bandiera) | A     | Pasquale Vivolo    |

## Calciomercato
| Acquisti | Acquisti          | Acquisti      | Acquisti      |
| R.       | Nome              | da            | Modalità      |
| -------- | ----------------- | ------------- | ------------- |
| C        | Enrique Flamini   | Reggiana      | definitivo    |
| C        | Luigi Foligna     | L’Aquila      | fine prestito |
| A        | Renzo Burini      | Milan         | definitivo    |
| A        | Alberto Fontanesi | SPAL          | definitivo    |
| A        | Renato Gardelli   | Salsomaggiore | definitivo    |
| A        | Armando Macci     | Sora          | definitivo    |
| A        | Şükrü Gülesin     | Palermo       | fine prestito |
| A        | Pasquale Vivolo   | Juventus      | definitivo    |

| Cessioni | Cessioni              | Cessioni          | Cessioni   |
| R.       | Nome                  | a                 | Modalità   |
| -------- | --------------------- | ----------------- | ---------- |
| C        | Luigi Foligna         | Messina           | definitivo |
| C        | Ragnar Nikolay Larsen | Genoa             | definitivo |
| A        | Lelio Antoniotti      | Torino            | definitivo |
| A        | Emilio Caprile        | Como              | prestito   |
| A        | Rino Di Fraia         | Carrarese         | definitivo |
| A        | Giovanni Migliorini   | Lanerossi Vicenza | definitivo |
| A        | Şükrü Gülesin         | Galatasaray       | definitivo |

## Risultati

### Serie A

#### Girone di andata
| Arbitro: | Massai (Pisa) |

|                          |           |  |
| Lorenzi 25’ Skoglund 89’ | Marcatori |  |

| Arbitro: | Corallo (Lecce) |

|            |           |                         |
| Vivolo 10’ | Marcatori | 60’ (aut.) Sentimenti V |

| Arbitro: | Piemonte (Monfalcone) |

|                     |           |           |
| Masoni 7’ Janda 88’ | Marcatori | 6’ Burini |

| Arbitro: | Agnolin (Bassano del Grappa) |

|                              |           |                      |
| Puccinelli 54’ Fontanesi 62’ | Marcatori | 88’ (rig.) J. Hansen |

| Arbitro: | Guarnaschelli (Pavia) |

|                     |           |  |
| Ballacci 85’ (rig.) | Marcatori |  |

| Arbitro: | Bernardi (Bologna) |

|  |           |                                         |
|  | Marcatori | 13’ Vitali 29’, 62’ Jeppson 83’ Granata |

| Arbitro: | Bellè (Venezia) |

|  |           |             |
|  | Marcatori | 62’ Bergamo |

| Arbitro: | Marchetti (Milano) |

|                                              |           |  |
| Vivolo 42’ Martini 54’ (aut.) Puccinelli 60’ | Marcatori |  |

| Arbitro: | Bernardi (Bologna) |

|                      |           |             |
| Antonazzi 72’ (aut.) | Marcatori | 1’ Bredesen |

| Arbitro: | Jonni (Macerata) |

|                         |           |                                  |
| Burini 20’ Bredesen 85’ | Marcatori | 21’ Segato 47’ Bacci 70’ Mariani |

| Arbitro: | Massai (Pisa) |

|           |           |            |
| Galli 18’ | Marcatori | 41’ Vivolo |

| Arbitro: | Marchetti (Milano) |

|                         |           |              |
| Burini 20’ Bredesen 66’ | Marcatori | 82’ Olivieri |

| Arbitro: | Agnolin (Bassano del Grappa) |

|                                        |           |  |
| Bergamo 43’ Bredesen 49’ Fontanesi 58’ | Marcatori |  |

| Arbitro: | Liverani (Torino) |

|            |           |            |
| Secchi 21’ | Marcatori | 75’ Vivolo |

| Arbitro: | Jonni (Macerata) |

|                |           |                     |
| Puccinelli 16’ | Marcatori | 45’ (rig.) Liedholm |

| Arbitro: | Bernardi (Bologna) |

|             |           |  |
| Lenuzza 67’ | Marcatori |  |

| Arbitro: | De Leo (Mestre) |

|                              |           |  |
| Bredesen 14’, 35’ Vivolo 57’ | Marcatori |  |

#### Girone di ritorno
| Arbitro: | Pieri (Trieste) |

|  |           |            |
|  | Marcatori | 40’ Armano |

| Arbitro: | Liverani (Torino) |

|                             |           |               |
| Eidefjäll 62’ Bercarich 72’ | Marcatori | 17’ Fontanesi |

| Arbitro: | Campanati (Milano) |

|                    |           |          |
| Fontanesi 11’, 66’ | Marcatori | 52’ Arce |

| Torino 21 febbraio 1954 21ª giornata | Juventus        | 0 – 0 referto | Lazio | Stadio Comunale\| Arbitro: \| De Leo (Mestre) \| |
| Arbitro:                             | De Leo (Mestre) |               |       |                                                  |

| Arbitro: | Pieri (Trieste) |

|                   |           |             |
| Jensen 61’ (aut.) | Marcatori | 55’ Bonafin |

| Arbitro: | De Leo (Mestre) |

|                        |           |                   |
| Amadei 10’ Jeppson 65’ | Marcatori | 85’ (rig.) Burini |

| Arbitro: | Campanati (Milano) |

|  |           |           |
|  | Marcatori | 22’ Buhtz |

| Arbitro: | Agnolin (Bassano del Grappa) |

|                             |           |  |
| Martegani 31’ Giarrizzo 69’ | Marcatori |  |

| Arbitro: | Marchetti (Milano) |

|  |           |              |
|  | Marcatori | 10’ Castaldo |

| Arbitro: | De Leo (Mestre) |

|  |           |            |
|  | Marcatori | 27’ Vivolo |

| Arbitro: | Bellè (Venezia) |

|               |           |                         |
| Fontanesi 50’ | Marcatori | 8’ Celio 18’ Bortoletto |

| Arbitro: | Liverani (Torino) |

|  |           |          |
|  | Marcatori | 36’ Fuin |

| Arbitro: | Pieri (Trieste) |

|                                    |           |            |
| Dal Monte 15’ Corso 38’ Frizzi 54’ | Marcatori | 39’ Vivolo |

| Arbitro: | Corallo (Lecce) |

|                                                                           |           |            |
| Fontanesi 20’ Vivolo 37’ Löfgren 46’ Burini 53’ (rig.) Valenti 76’ (aut.) | Marcatori | 32’ Dorigo |

| Arbitro: | Piemonte (Monfalcone) |

|                                |           |                          |
| Vicariotto 5’ Nordahl 39’, 74’ | Marcatori | 66’ Vivolo 80’ Fontanesi |

| Arbitro: | Bonetto (Torino) |

|                         |           |                             |
| Fontanesi 9’ Burini 11’ | Marcatori | 14’ Rasmussen 65’ Annovazzi |

| Genova 30 maggio 1954 34ª giornata | Sampdoria        | 0 – 0 referto | Lazio | Stadio Luigi Ferraris\| Arbitro: \| Griggi (Brescia) \| |
| Arbitro:                           | Griggi (Brescia) |               |       |                                                         |

## Statistiche

### Statistiche di squadra
| Competizione       | Punti | In casa | In casa | In casa | In casa | In casa | In casa | In trasferta | In trasferta | In trasferta | In trasferta | In trasferta | In trasferta | Totale | Totale | Totale | Totale | Totale | Totale | DR  |
| Competizione       | Punti | G       | V       | N       | P       | Gf      | Gs      | G            | V            | N            | P            | Gf           | Gs           | G      | V      | N      | P      | Gf     | Gs     | DR  |
| ------------------ | ----- | ------- | ------- | ------- | ------- | ------- | ------- | ------------ | ------------ | ------------ | ------------ | ------------ | ------------ | ------ | ------ | ------ | ------ | ------ | ------ | --- |
| Serie A            | 29    | 17      | 7       | 4       | 6       | 28      | 21      | 17           | 3            | 5            | 9            | 12           | 21           | 34     | 10     | 9      | 15     | 40     | 42     | -2  |
| Campionato Riserve | 27    | 10      | 7       | 1       | 2       | 23      | 5       | 11           | 6            | 2            | 3            | 17           | 9            | 21     | 13     | 3      | 5      | 40     | 14     | +26 |
| Totale             |       | 27      | 14      | 5       | 8       | 51      | 26      | 28           | 9            | 7            | 12           | 29           | 30           | 55     | 23     | 12     | 20     | 80     | 56     | +24 |

### Statistiche dei giocatori
Nel conteggio delle reti realizzate si aggiungano tre autoreti a favore in Serie A e una autorete a favore e quattro reti assegnate a tavolino nel Campionato Riserve.
| Giocatore          | Serie A  | Serie A | Campionato Riserve | Campionato Riserve | Totale   | Totale |
| Giocatore          | Presenze | Reti    | Presenze           | Reti               | Presenze | Reti   |
| ------------------ | -------- | ------- | ------------------ | ------------------ | -------- | ------ |
| M. Aizpuru         | -        | -       | 14                 | 2                  | 14       | 2      |
| R. Alzani          | 13       | 0       | 5                  | 0                  | 18       | 0      |
| F. Antonazzi       | 33       | 0       | -                  | -                  | 33       | 0      |
| L. Antoniotti      | -        | -       | 1                  | 0                  | 1        | 0      |
| G. Bandini         | -        | -       | 1                  | -0                 | 1        | -0     |
| C. Barbacci        | -        | -       | 1                  | 0                  | 1        | 0      |
| V. Bergamo         | 26       | 2       | 1                  | 0                  | 27       | 2      |
| P. Bettolini       | 2        | 0       | 14                 | 10                 | 16       | 10     |
| G. Bravi           | -        | -       | 2                  | 0                  | 2        | 0      |
| P. Bredesen        | 32       | 6       | -                  | -                  | 32       | 6      |
| R. Burini          | 32       | 6       | -                  | -                  | 32       | 6      |
| E. Caprile         | -        | -       | 3                  | 2                  | 3        | 2      |
| F. Carradori       | -        | -       | 18                 | 1                  | 18       | 1      |
| G. Cialabrini      | -        | -       | 1                  | 0                  | 1        | 0      |
| B. Cocciuti        | -        | -       | 1                  | 0                  | 1        | 0      |
| A. De Fazio        | 9        | -11     | 13                 | -9                 | 22       | -20    |
| M. Di Croce        | -        | -       | 1                  | 0                  | 1        | 0      |
| G. Di Veroli       | 13       | 0       | 5                  | 0                  | 18       | 0      |
| E. Flamini         | -        | -       | 7                  | 0                  | 7        | 0      |
| A. Fontanesi       | 29       | 9       | -                  | -                  | 29       | 9      |
| L. Fratoni         | -        | -       | 1                  | 0                  | 1        | 0      |
| L. Fuin            | 28       | 1       | -                  | -                  | 28       | 1      |
| Z. Furiassi        | 4        | 0       | 13                 | 0                  | 17       | 0      |
| R. Gardelli        | -        | -       | 8                  | 0                  | 8        | 0      |
| F. Gasbarra        | -        | -       | 4                  | 0                  | 4        | 0      |
| F. Kristovich      | -        | -       | 2                  | -3                 | 2        | -3     |
| S. Löfgren         | 18       | 1       | 5                  | 0                  | 23       | 1      |
| A. Macci           | -        | -       | 8                  | 6                  | 8        | 6      |
| S. Malacarne       | 9        | 0       | 6                  | 0                  | 15       | 0      |
| E. Mastroianni     | -        | -       | 2                  | 0                  | 2        | 0      |
| S. Montanari       | 14       | 0       | 5                  | 0                  | 19       | 0      |
| A. Palestini       | -        | -       | 1                  | 0                  | 1        | 0      |
| R. Palombini       | -        | -       | 17                 | 0                  | 17       | 0      |
| R. Panizza         | -        | -       | 8                  | 0                  | 8        | 0      |
| E. Paone           | -        | -       | 1                  | 0                  | 1        | 0      |
| G. Perelli         | -        | -       | 5                  | 1                  | 5        | 1      |
| R. Pietropaolo     | -        | -       | 1                  | 0                  | 1        | 0      |
| M. Pistacchi       | 4        | 0       | 13                 | 11                 | 17       | 11     |
| A. Puccinelli      | 18       | 3       | 3                  | 1                  | 21       | 4      |
| G. Ravera          | -        | -       | 1                  | 0                  | 1        | 0      |
| P. Ronzio Gismondi | -        | -       | 1                  | 0                  | 1        | 0      |
| L. Sentimenti IV   | 25       | -31     | 3                  | -2                 | 28       | -33    |
| P. Sentimenti V    | 30       | 0       | -                  | -                  | 30       | 0      |
| V. Severini        | -        | -       | 1                  | 0                  | 1        | 0      |
| R. Spurio          | 5        | 0       | 10                 | 0                  | 15       | 0      |
| P. Vivolo          | 30       | 9       | -                  | -                  | 30       | 9      |
| R. Zambelli        | -        | -       | 1                  | 1                  | 1        | 1      |

## Riserve
La squadra riserve della Lazio ha disputato nella stagione 1953-1954 il Campionato Riserve.

### Rosa
| N. |                   | Ruolo | Calciatore            |
| -- | ----------------- | ----- | --------------------- |
|    | Italia (bandiera) | P     | Giampiero Bandini     |
|    | Italia (bandiera) | P     | Aldo De Fazio         |
|    | Italia (bandiera) | P     | Furio Kristovich      |
|    | Italia (bandiera) | P     | Lucidio Sentimenti IV |
|    | Italia (bandiera) | D     | Cesare Barbacci       |
|    | Italia (bandiera) | D     | Giancarlo Cialabrini  |
|    | Italia (bandiera) | D     | Giovanni Di Veroli    |
|    | Italia (bandiera) | D     | Luigi Fratoni         |
|    | Italia (bandiera) | D     | Zeffiro Furiassi      |
|    | Italia (bandiera) | D     | Franco Gasbarra       |
|    | Italia (bandiera) | D     | Stefano Malacarne     |
|    | Italia (bandiera) | D     | Rodolfo Panizza       |
|    | Italia (bandiera) | D     | Gianfranco Ravera     |
|    | Italia (bandiera) | D     | Renato Spurio         |
|    | Italia (bandiera) | C     | Romolo Alzani         |
|    | Italia (bandiera) | C     | Vittorio Bergamo      |
|    | Italia (bandiera) | C     | Franco Carradori      |
|    | Italia (bandiera) | D     | Marcello Di Croce     |
|    | Italia (bandiera) | C     | Enrique Flamini ()    |
|    | Svezia (bandiera) | C     | Sigvard Löfgren       |

| N. |                   | Ruolo | Calciatore            |
| -- | ----------------- | ----- | --------------------- |
|    | Italia (bandiera) | C     | Serafino Montanari    |
|    | Italia (bandiera) | C     | Antonio Palestini     |
|    | Italia (bandiera) | C     | Renato Palombini      |
|    | Italia (bandiera) | C     | Guerino Perelli       |
|    | Italia (bandiera) | C     | Venanzio Severini     |
|    | Italia (bandiera) | C     | Romolo Zambelli       |
|    | Italia (bandiera) | A     | Mario Aizpuru         |
|    | Italia (bandiera) | A     | Lelio Antoniotti      |
|    | Italia (bandiera) | A     | Paolo Bettolini       |
|    | Italia (bandiera) | A     | Giorgio Bravi         |
|    | Italia (bandiera) | A     | Emilio Caprile        |
|    | Italia (bandiera) | A     | Brunello Cocciuti     |
|    | Italia (bandiera) | A     | Roberto Gardelli      |
|    | Italia (bandiera) | A     | Armando Macci         |
|    | Italia (bandiera) | A     | Enrico Mastroianni    |
|    | Italia (bandiera) | A     | Renato Pietropaolo    |
|    | Italia (bandiera) | A     | Mario Pistacchi       |
|    | Italia (bandiera) | A     | Enrico Paone          |
|    | Italia (bandiera) | A     | Aldo Puccinelli       |
|    | Italia (bandiera) | A     | Piero Ronzio Gismondi |